# Stettin (Schiff, 1933)
Die Stettin ist ein kohlebefeuerter Dampf-Eisbrecher und war das Flaggschiff der Eisbrecherflotte in Stettin. Sie hat heute den Status eines technischen Kulturdenkmals und liegt in Hamburg im Museumshafen Oevelgönne. Sie ist nach der gleichnamigen Stadt benannt.

## Konstruktion
Der Eisbrecher wurde von den Oderwerken in Stettin mit der Baunummer 769 für die Industrie- und Handelskammer Stettin gebaut. Die Kiellegung erfolgte am 31. August 1932, die Fertigstellung am 16. November 1933. Die Baukosten betrugen 574.000 RM. Das Schiff sollte den Seeweg Stettin-Swinemünde sowie die Zufahrten zum Stettiner Haff in strengen Eiswintern offen halten, da Stettin wirtschaftlich stark von der Seefahrt abhängig war.
Die Konstruktion zeigte erstmals in Deutschland den in Finnland entwickelten sogenannten Runeberg-Steven. Dieser bewirkt, dass sich das Schiff nicht mehr nur – wie bei den früher gebauten Eisbrechern mit Löffelbug – mit seinem Rumpf auf das Eis schiebt und es nur durch sein Gewicht zerdrückt. Beim Runebergsteven zerteilt vielmehr eine Schneidspante das Eis, das dann seitlich abgebrochen wird. Diese Stevenform hat die weitere Entwicklung des Eisbrecherbaus maßgeblich beeinflusst.
Obwohl in den 1930er Jahren schon lange Dieselmotoren bekannt waren, wurde die Stettin mit einer Dampfmaschine ausgestattet, da diese den Vorteil einer sehr schnellen (innerhalb von 3 Sekunden) Umsteuerung der Maschine von Vorwärts- auf Rückwärtsfahrt bietet. Dies war beim Manövrieren im Eis und beim Freibrechen von festsitzenden Schiffen von großer Bedeutung. Außerdem wurden die Stettiner Eisbrecher durch die Stettiner Dampfschiffs-Gesellschaft J. F. Braeunlich bereedert, die im Sommer einen Seebäderdienst entlang der Ostseeküste unterhielt. Deren Schiffe hatten entsprechende Antriebsanlagen. Das technische Personal wechselte also im Herbst auf die fünf Eisbrecher und brauchte nicht entlassen zu werden. Auf den Eisbrechern fanden sie dann gleiche Maschinenanlagen vor, die ihnen von den Seebäderschiffen her geläufig waren.
Mit der besonderen Rumpfform und einer Maschinenleistung von max. 2.200 PSi (indizierter, am Zylinder gemessener Leistung) konnte die Stettin Eis bis zu einer Dicke von 0,5 m bei einer konstanten Geschwindigkeit von 1–2 kn brechen. Bei größeren Eisstärken musste „geboxt“ werden: Das Schiff fuhr mehrere Anläufe, bis das Eis nachgab. Zum Betrieb des Schiffes war eine Besatzung von mindestens 30 Mann erforderlich. 
Durch umfangreiche Zusatzausrüstungen wie Schlepphaken, Hochleistungskreiselpumpen und kräftige Winden war die Stettin nicht nur als Eisbrecher, sondern auch als Bergungsschiff einsetzbar. Geteilte, insgesamt 60 Meter lange und 110 mm starke Stahlringsaugschläuche erlaubten ihr, bis zu 500 Kubikmeter (= Tonnen) Wasser pro Stunde aus Havaristen abzusaugen.

## Geschichte
Von 1933 bis 1945 war die Stettin, bereedert von der Stettiner Dampfschiffs-Gesellschaft J.F. Braeunlich, auf der Oder zwischen Stettin und Swinemünde sowie auf der Ostsee (vorzugsweise Pommersche Bucht) im Einsatz.
Am 9. April 1940 begleitete die Stettin als Teil der sogenannten Kriegsschiffgruppe 8 das Minenschiff Hansestadt Danzig und die Boote der 13. Vorpostenflottille nach Kopenhagen, wo die Hansestadt Danzig im Rahmen des Unternehmens Weserübung deutsche Truppen, das II. Bataillon des Infanterieregiments 308 der 198. Infanterie-Division, zur Besetzung der dänischen Hauptstadt anlandete.
1945 war die Stettin noch am Transport von Flüchtlingen über die Ostsee beteiligt. Nach 1945 war sie für das Wasser- und Schifffahrtsamt Hamburg auf der Elbe tätig. Ihr Liegeplatz war der Bauhof in Wedel.
1981 sollte die Stettin wegen Unwirtschaftlichkeit verschrottet werden. Durch die Bildung eines Fördervereins konnte das Schiff mit tausenden von Arbeitsstunden und der Hilfe großzügiger Sponsoren erhalten werden. Es hat heute den Status eines technischen Kulturdenkmals und liegt am Anleger Neumühlen beim Museumshafen Oevelgönne in Hamburg. Während der Sommermonate führt die Stettin Fahrten für Gäste im Rahmen von Großveranstaltungen wie dem Hamburger Hafengeburtstag, der Kieler Woche, Flensburger Dampf-Rundum oder der Hanse Sail Rostock durch, kann aber auch gechartert werden.
Am 12. August 2017 kollidierte die Stettin bei der Hanse Sail in Rostock mit der rückwärts fahrenden Frachtfähre Finnsky, wobei der Rumpf der Stettin oberhalb der Wasserlinie auf einer Länge von zwei Metern aufgerissen wurde. Bei der Kollision gab es sieben Leicht- und drei Schwerverletzte auf der Stettin. Der Riss im Rumpf wurde in Rostock provisorisch mit Stahlplatten verschweißt; die Stettin fuhr mit eigener Kraft nach Hamburg zurück. Das Ergebnis der nachfolgenden Untersuchung der Kollision durch die Bundesstelle für Seeunfalluntersuchung wurde im August 2018 veröffentlicht. Im Untersuchungsbericht wurden fehlerhaftes Verhalten und Sicherheitslücken im Betrieb der Stettin, der Finnsky sowie durch die Wasserschutzpolizei festgestellt.

## Galerie

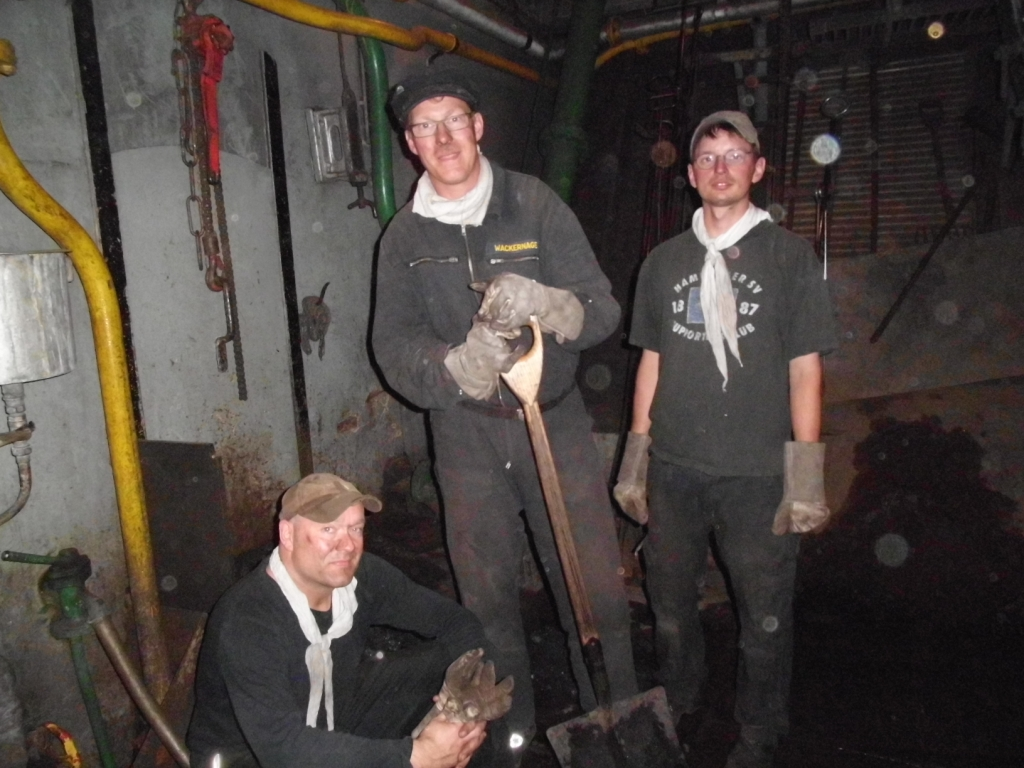
Heizer im Kesselraum
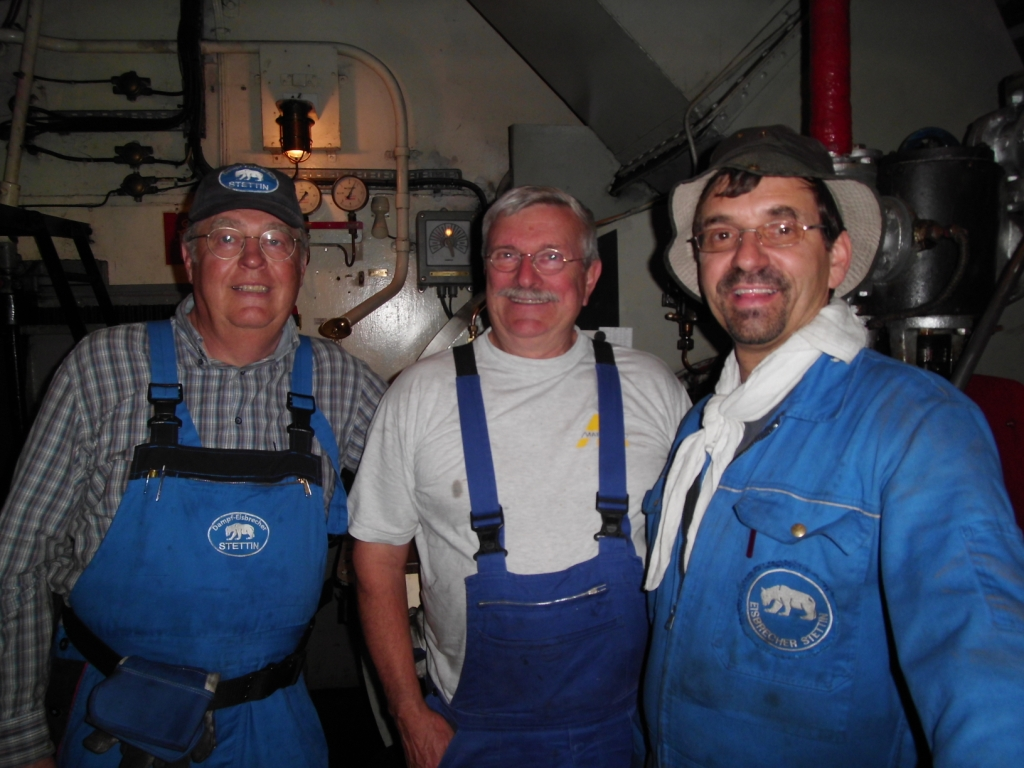
Maschinencrew der Stettin
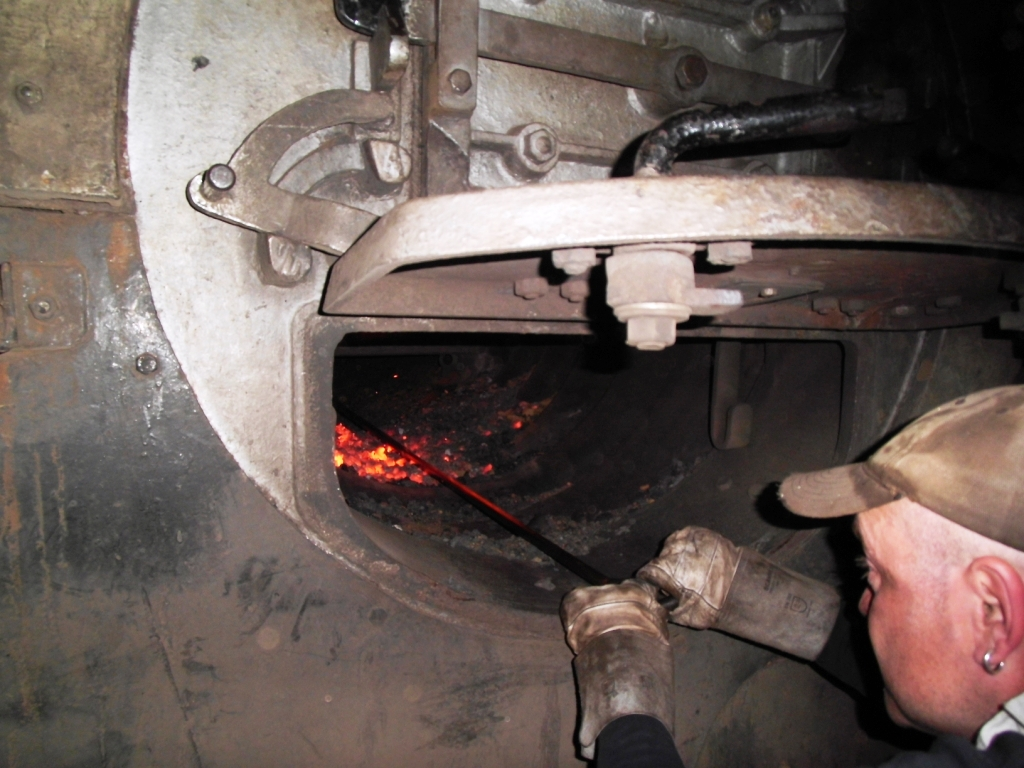
Asche ziehen
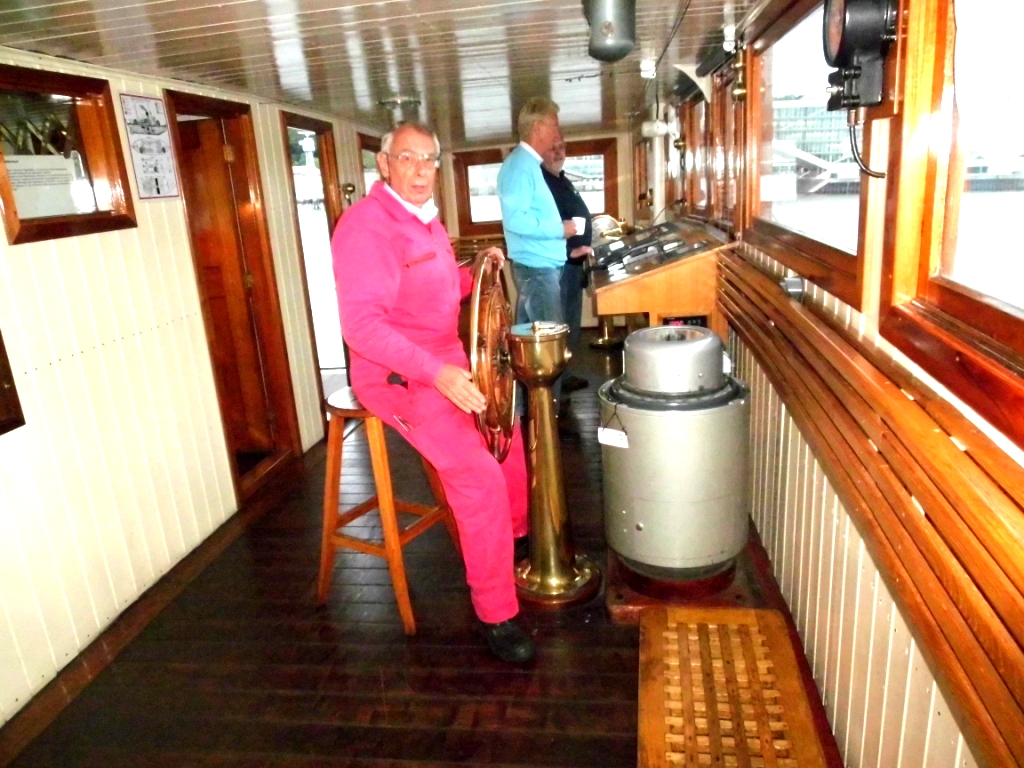
Das Brückenteam
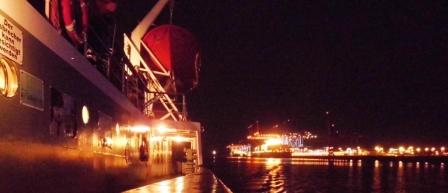
Die Stettin im Hamburger Hafen, Altenwerder am Abend
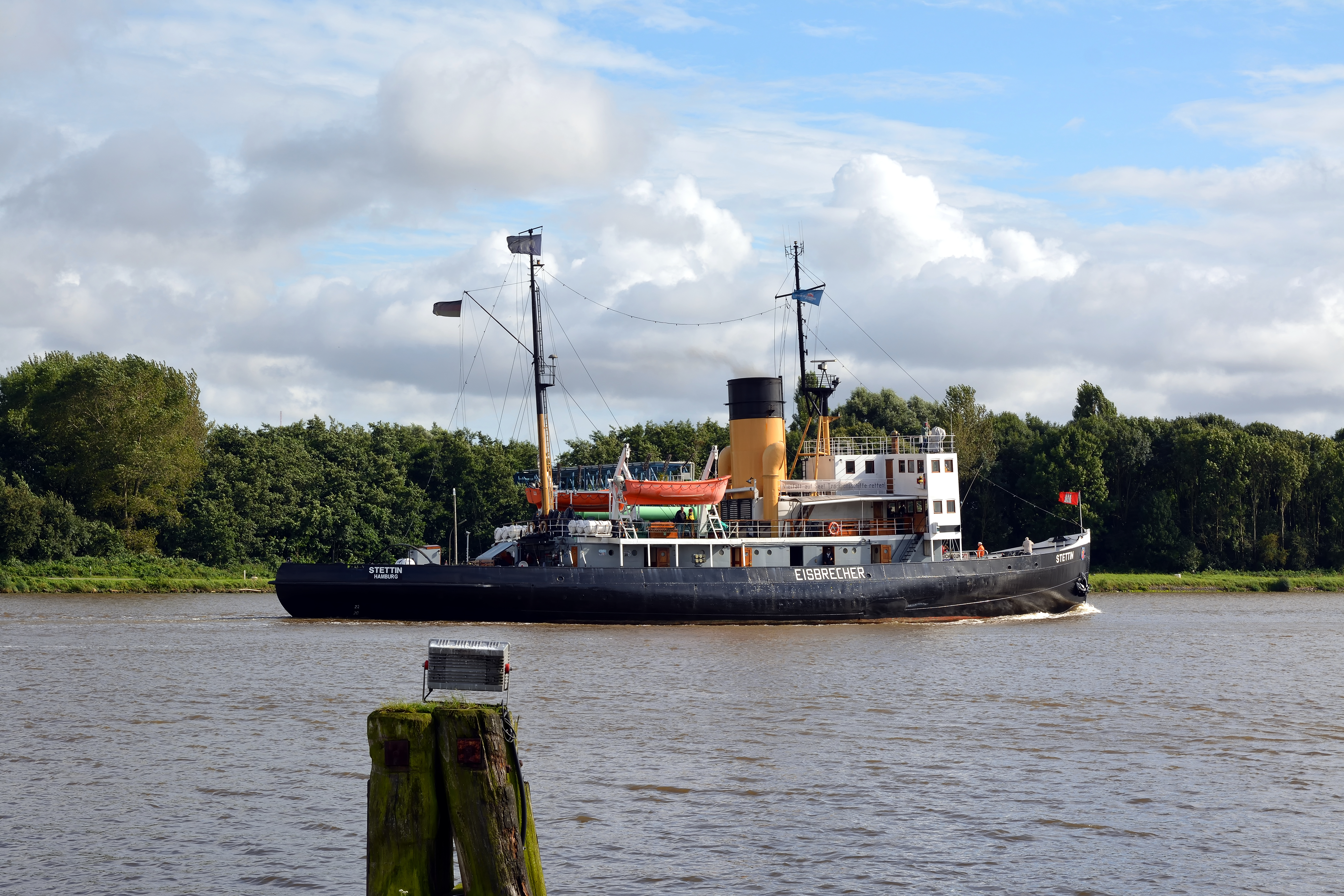
Die Notreparatur nach der Kollision 2017